# Österrekarne härad

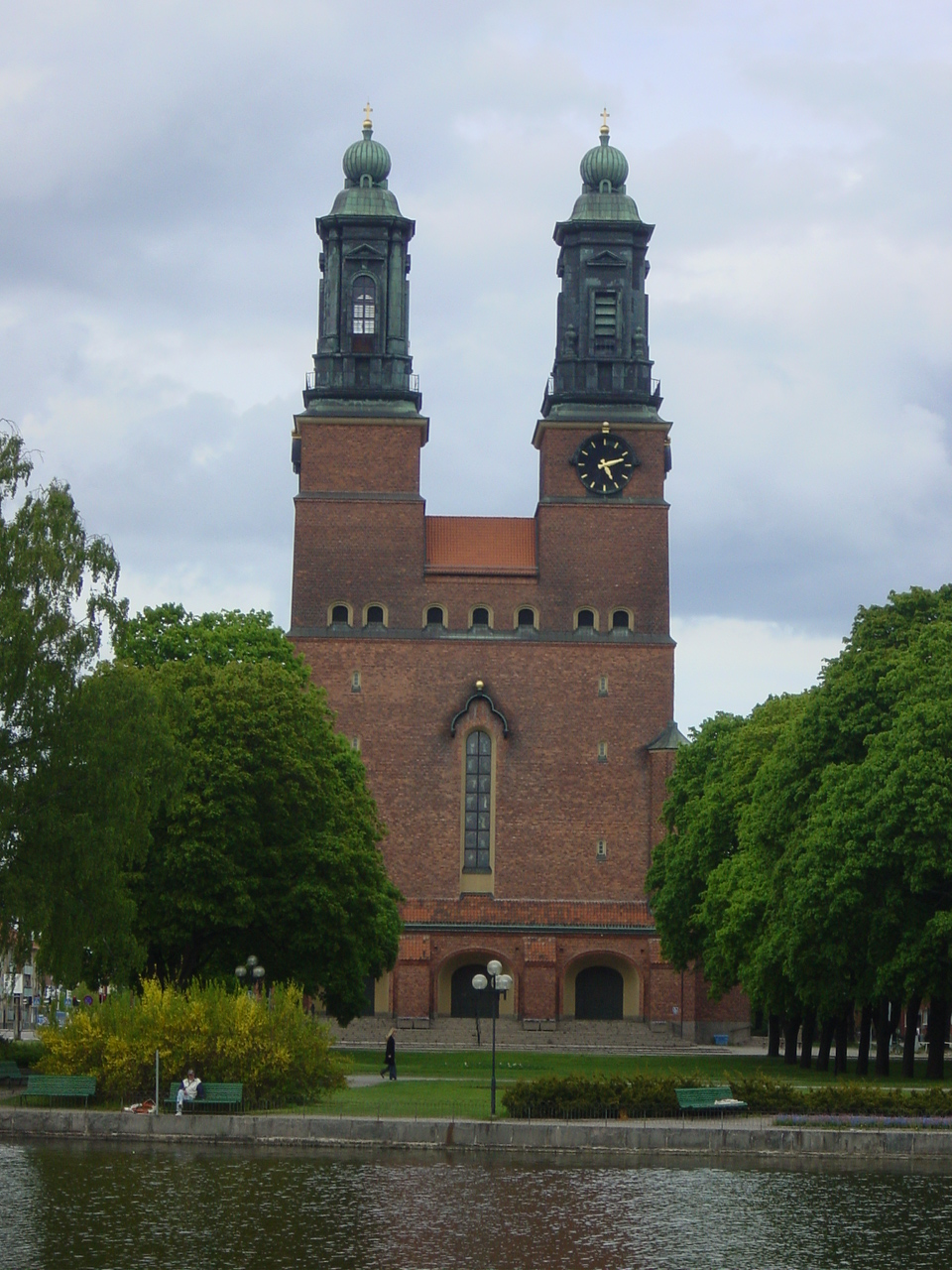
Klosters kyrka i Eskilstuna.

Österrekarne härad var ett härad i norra Södermanland. Häradet omfattade den östra delen av nuvarande Eskilstuna kommun, vilken är en del av Södermanlands län.  Den totala arealen mätte 640 km², vilket år 1934 fördelade sig knappt 210 km² åker och 309 km² skog. Samma år uppgick befolkningen till 12 071 invånare. Tingsställe var till början av 1700-talet Kjula, därefter Eskilstuna.

## Geografi
Österrekarne härad omfattade trakten öster och söder om Eskilstuna i den nordvästra delen av Södermanlands län. Området sträcker sig från Mälaren i norr och fortsätter öster om Eskilstuna och Hyndevadsström, eller Eskilstunaån som sträckan närmare Eskilstuna kallas, till östra Hjälmaren i sydväst. I nordost skjuter mälarviken Sörfjärden in och avgränsar området mot öster. Häradsområdet omfattar två nästan sammanhängande slättbygder, dels Mälarslätten i norr längs Mälaren, dels den egentliga Rekarnebygden i söder mellan Hjälmaren och sjön Eklången. Allra sydligast i området vidtar de mera höglänta bergs- och skogstrakter, vilka ibland kallas Mälarmården. I väster gränsade häradet mot Västerrekarne härad, i sydväst mot Oppunda härad, i sydost mot Villåttinge härad, i öster mot Åkers härad och i norr mot Snevringe och Tuhundra härader i Västmanlands län.
Häradet angränsade mot Eskilstuna stad som dock inte omfattades av dess jurisdiktion, saknade köpingar men hade ett municipalsamhälle - Nyfors - som redan år 1907 inkorporerades i Eskilstuna stad. Delar av häradet ingår idag tätorten Eskilstuna men största tätort i övrigt är idag Skogstorp belägen cirka fem kilometer söder om staden.

### Socknar
Österrekarne härad omfattade elva socknar. 
- Barva
- Hammarby
- Husby-Rekarne
- Jäder
- Kjula
- Kloster - uppgick 1907/1931 i Eskilstuna stad/Eskilstuna Klosters församling
- Näshulta
- Stenkvista
- Sundby
- Vallby
- Ärla

## Historia
Omkring år 1350 infördes den nuvarande häradsindelningen i landskapet Södermanland och ersatte därmed de tidigare hundare som vilade på förhistoriska anor. Österrekarne härad var ursprungligen en del av folklandet Rekarne som också utgjorde Svealands äldsta kända stift. År 1167 skrevs namnet som Reic, vilket i bestämd form utvecklades till Rekarne. Betydelsen kommer av ett fornsvenskt ord för linje, rand, strimma eller något som sträcker sig. Det kan stå för väg och kan därmed ha åsyftat Kjulaåsen eller Tumboåsen. År 1349 omnämndes folklandets östra del som Østurrek, d.v.s. det östra Rek. Under forntiden skar ytterligare en fjärd - Kafjärden - in i häradet som en del av Sörfjärden. Vattenleden var segelbar ända in till Eskilstuna och sträckte sig från Sundbyholm rakt igenom häradet mellan Jäders och Kjula kyrkor. Vid den senare på Kjulaåsens höjd låg häradets tingsplats, belägen på en central plats i häradet och markerad av runstenar. Vid Kafjärdens mynning i Mälaren återfinns den berömda Sigurdsristningen. Under 1700-talet flyttades tingsplatsen till tingsgården i Eskilstuna, som alltså låg utanför häradet.
Rekarnebygden kristnades kanske redan under 1000-talet. Den engelske munken Eskil slog sig tidigt ner vid Tuna och inledde där sin missionsverksamhet. Namnet Tuna antyder att området redan tidigt utgjort marknadsplats och centrum för hela bygden. Vid Husby-Rekarne förtäljer namnet att en kungsgård tidigt funnits. Träkyrkor kom att uppföras i området, däribland Fors kyrka som också kom att utgöra domkyrka i det av Sankt Eskil upprättade stiftet. Kyrkan är idag en av två stadskyrkor i Eskilstuna. Vid den andra kyrkan Klosters kyrka, som också kom att bli Eskils gravkyrka, anlades på 1200-talet Johannitklostret som drogs in till kronan i samband med reformationen. Klostret byggdes därefter om till det praktfulla Eskilstunahus slott som dock förstördes i en brand år 1680. Med landhöjningen försämrades platsen som vid denna tid kallades Tunafors tillgänglighet från Mälaren, men klosterverksamheten och dess läge vid Eskilstunaån gynnade hantverket. År 1659 får orten stadsrättigheter under namnet Karl Gustavs Stad och med ett stort bruksinslag. År 1771 kommer dock området söder om ån att styckas av till en ny stadsbildning som får namnet Eskilstuna fristad, och det kommer att dröja ända till år 1833 innan de två städerna förenas till Eskilstuna stad. 
Trots att den omkringliggande bygden än idag präglas av jordbruk är det industrin som kommit att göra området i Österrekarne härad känt. Eskilstuna förtjänar onekligen sitt epitet som Stålstaden, med otaliga gamla industrilokaler även i stadens centrum, men även i häradets näst största ort Skogstorp återfinns bruksverksamhet. I häradets södra del ligger stationssamhället Ärla, som när Svealandsbanan tillkom år 1997 fick se sin station läggas ner. Vid Mälaren norr om Eskilstuna ligger Sundbyholms slott. Slottet har tidiga anor som gods under klostret i Eskilstuna, men fick sin nuvarande form under 1600-talet. Inom Österrekarne härad återfinns även Lindholms herrgård känt som platsen där Per Brahe d.ä. föddes, samt Rinkesta slott med anor från 1300-talet. Bland häradets ursprungliga kyrkor märks bl.a. Kjula och Barva kyrkor med anor från 1000-talet.

## Län, fögderier, domsagor, tingslag och tingsrätter
Häradet har sedan 1634 helt hört till Södermanlands län, före dess till Eskilstuna län (1546-1630) och Gripsholms län (-1546). Församlingarna i häradet har hört Strängnäs stift.  
Häradets socknar hörde till följande fögderier:
- 1720-1885 Södermanlands läns Tredje fögderi
- 1886-1966 Rekarne fögderi
- 1967-1990 Eskilstuna fögderi

Häradets socknar tillhörde följande domsagor, tingslag och tingsrätter:
- 1680-1880 Österrekarne tingslag i 
  - 1680-1714 Gripsholms, Rävsnäs och Eskilstuna läns domsaga (Åkers, Selebo, Daga samt Öster- och Västerrekarne härader)
  - 1714-1718 Eskilstuna läns domsaga (Öster- och Västerrekarne härader)
  - 1719-1878 Åkers, Selebo, Daga samt Öster- och Västerrekarne häraders domsaga, från 1861 benämnt Livgedingets domsaga
  - 1879-1880 Livgedingets domsaga (Åkers, Selebo samt Öster- och Västerrekarne härader)
- 1881-1947 Rekarne tingslag i Livgedingets domsaga
- 1948-1970 Livgedingets domsagas tingslag i Livgedingets domsaga

- 1971- Eskilstuna tingsrätt och dess domsaga

### Webbkällor
- Nationella arkivdatabasen för uppgifter om fögderier, domsagor, tingslag och tingsrätter